# Куньминху

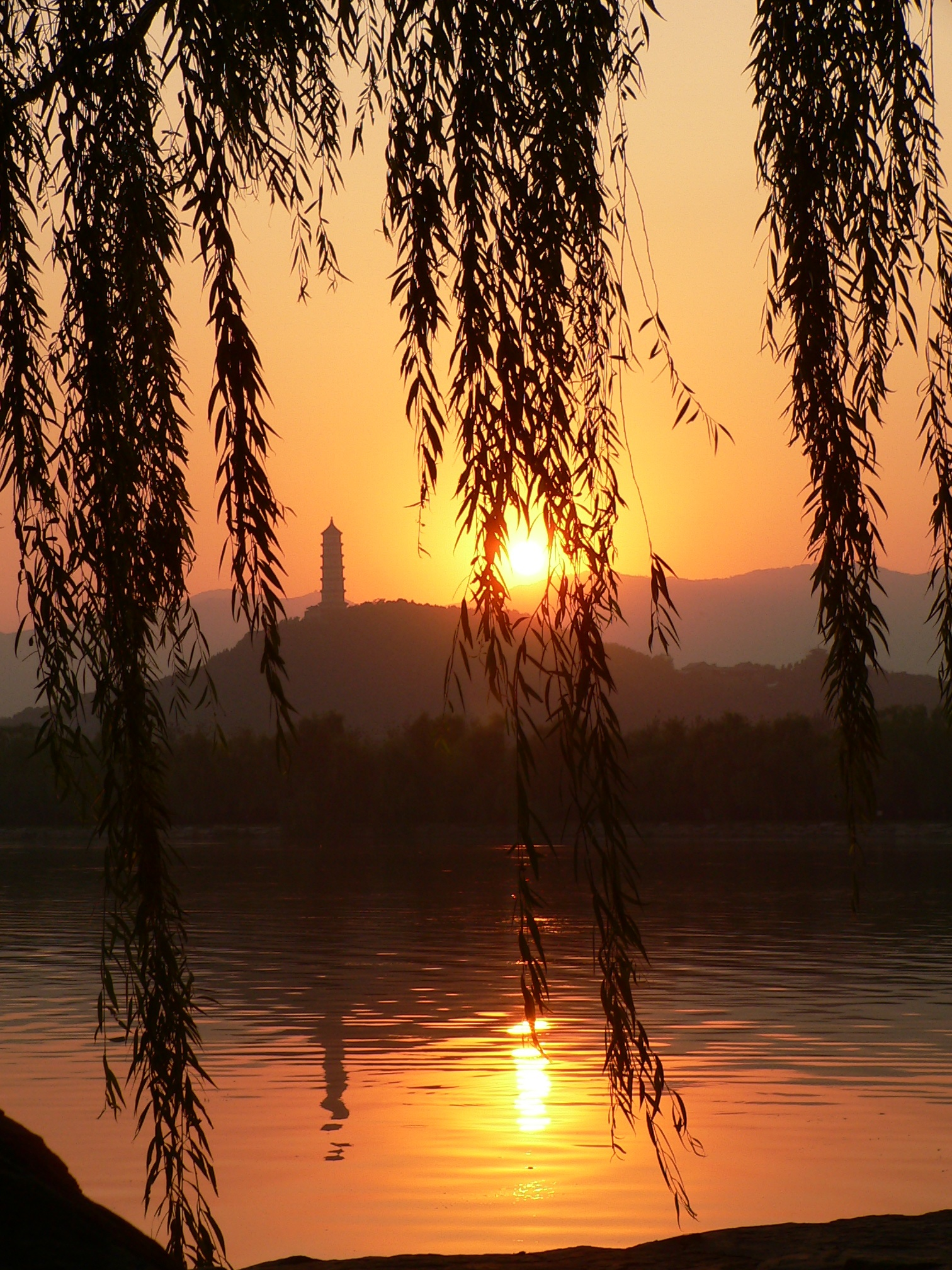
Вид на озеро Куньминху

Куньминху́ (кит. упр. 昆明湖, пиньинь Kūnmíng hú) — центральное озеро Пекина, расположенное на территории Летнего дворца. Вместе с горой Ваньшоушань озеро Куньмин образует комплекс садов Летнего дворца.
С площадью 2,2 км², озеро Куньминху занимает приблизительно три четверти территории Летнего дворца. Озеро является довольно мелким, средняя глубина 1,5 метра. Так как зимой озеро замерзает, то его используют для катания на коньках.

## История
Озеро Куньминху — водохранилище. В прошлом его называли Wengshan и Xihu. Оно использовали в качестве источника воды и для города, и для ирригации полей в течение 3500 лет. В промежутке между 1750 и 1764 годами был построен императорский сад, в который включили озеро. В строительстве принимали участие более 10 000 работников.
В 1990—1991 годах первый раз за 240 лет была произведена очистка озера. В общей сложности было удалено около 652 600 м³ грунта, было найдено 205 японских бомб, сброшенных во время китайско-японской войны.

## Дизайн сада
Самый большой мост на Куньминху — 17-арочный мост, соединяющий восточный берег с островом Наньху (Nanhu). Около моста на восточном берегу установлена бронзовая статуя быка. Согласно китайским верованиям, статуя быка предотвращает наводнения. Вероятно, статуя быка была установлена, чтобы защитить Запретный город от разливов озера.